# Валя-Дреганулуй
Валя-Дреганулуй (рум. Valea Drăganului) — село у повіті Клуж в Румунії. Входить до складу комуни Поєнь.
Село розташоване на відстані 373 км на північний захід від Бухареста, 60 км на захід від Клуж-Напоки.

## Населення
За даними перепису населення 2002 року у селі проживали 1735 осіб. Усі жителі села рідною мовою назвали румунську.
Національний склад населення села:
| Національність | Кількість осіб | Відсоток |
| -------------- | -------------- | -------- |
| румуни         | 1707           | 98,4%    |
| цигани         | 27             | 1,6%     |